# Lazzaro Morelli

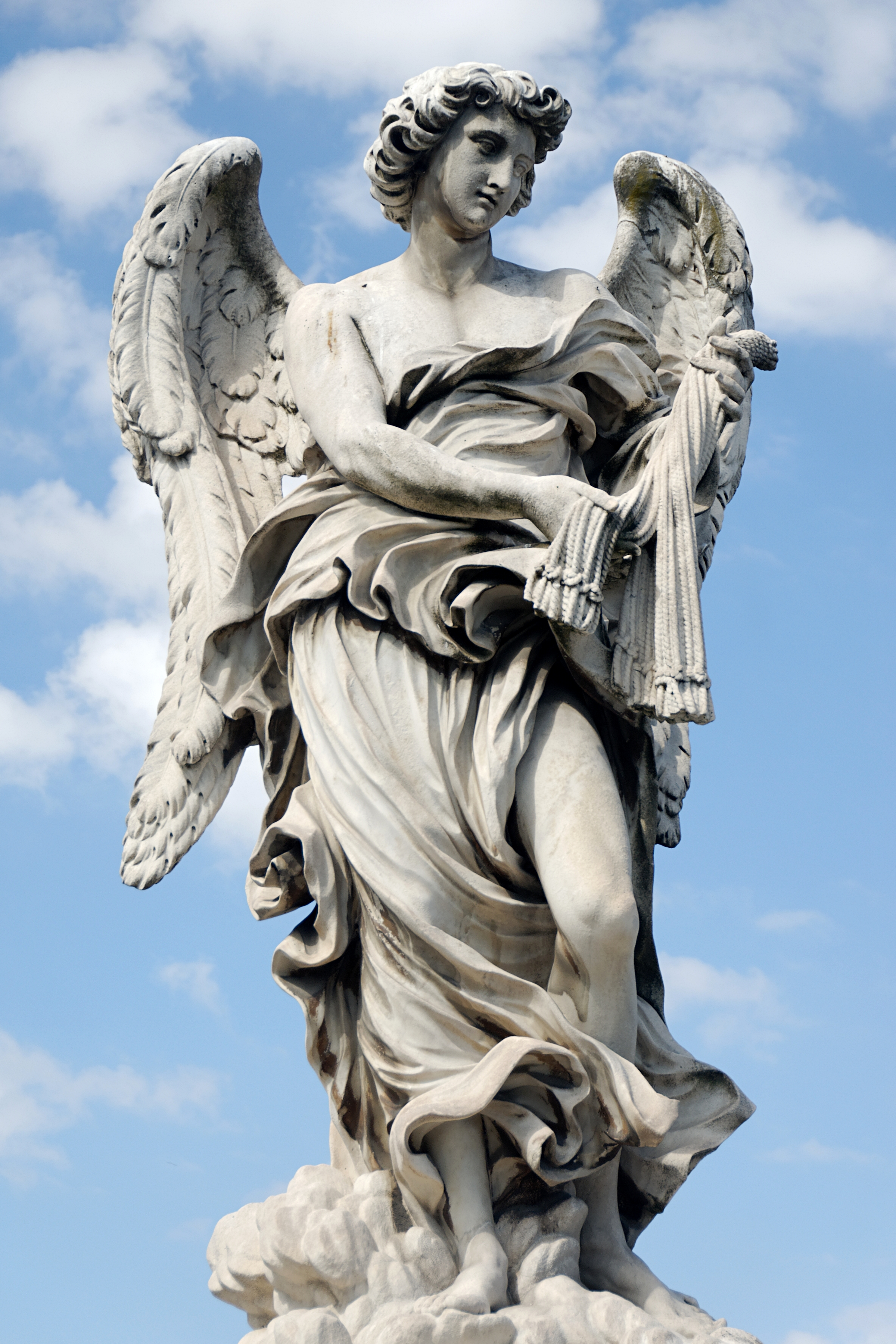
Ängeln med gisslet, Ponte Sant'Angelo i Rom.

Lazzaro Morelli, född 1608 eller 1619 i Ascoli Piceno, död 8 september 1690 i Rom, var en italiensk skulptör och stuckatör under barockepoken. Han är känd för att ha varit verksam i Berninis ateljé. Morelli har bland annat utfört Ängeln med gisslet på Ponte Sant'Angelo i Rom.
Morelli är begravd i kyrkan San Lorenzo in Lucina i Rom.

## Verk i urval
- Ängeln med gisslet – Ponte Sant'Angelo[1]
- Porträttbyst och fyra putti, Gravmonument över kardinal Marcantonio Bragadin – San Marco[2]
- Attikaskulpturer – Santa Maria dei Miracoli och Santa Maria in Montesanto[3]
- Stuckdekorationer – Cappella Aquilanti, Santa Maria in Montesanto[3]
- Välviljan (allegorisk figur), Gravmonument över Clemens X – San Pietro in Vaticano[1][4][5]